# Miles Walter Vaughan

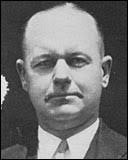
Miles W. Vaughan

Miles Walter Vaughan (geboren 6. August 1891 in Nebraska, USA; gestorben 30. Januar 1949) war ein US-amerikanischer Reporter der Nippon Times, Vizepräsident der United Press und Generalmanager für Asien.

## Leben und Werk
Miles Walter Vaughan (vormals Vaughn) wurde 1924 als von der United Press International als Berichterstatter nach Japan gesandt. Sein Bericht über den Mukden-Zwischenfall 1931 erfuhr große Aufmerksamkeit. Er kehrte 1944 als Kriegsberichterstatter aus New York, wo er Leiter des UP-Dienstes für Morgenzeitungen war, in den Fernen Osten zurück. Vor 1934 verbrachte er neun Jahre in Japan und China.
Vaughan kam am 30. Januar 1949 bei einer Bootsfahrt in der Bucht von Tokio um, als sein Sampan wohl in eine Böe geriet und kenterte. Mit ihm verlor Major T. R. Haddock, Zahnarzt der US-Armee, sein Leben. Zwei Japaner, die mit den beiden Amerikanern im Sampan waren, ertranken ebenfalls. Es waren Ueda Sekizō (上田 碩三; * 1886), ehemaliger Präsident der Nachrichtenagentur Nippon Dempo aus der Vorkriegszeit, und Vaughans japanischer Jagdgefährte Horiuchi Kenjo. Auch der 11-jährige Sohn Horiuchis ertrank. 
1950 wurde der „Vaughan-Preis“ bzw. „Vaughan-Uyeda-Preis“ von seinen japanischen Freunden eingerichtet, und zwar für japanische Reporter, die auf dem internationalen Nachrichtengebiet tätig sind.

## Publikationen
- „Covering the Far East“, 1936
- „My Impressions of the Emperor of Japan“, 1948